# Stade de la Licorne
Het Stade de la Licorne is een voetbalstadion in het Franse Amiens. De voetbalclub Amiens SC speelt haar thuiswedstrijden in het stadion. Het heeft een capaciteit van 12.097 toeschouwers en werd gebouwd in 1999. RC Lens speelde er gedurende het seizoen 2014/15 een groot deel van zijn thuiswedstrijden, omdat hun eigenlijke stadion (Stade Bollaert-Delelis) werd gerenoveerd voor het EK 2016.
Op 30 september 2017 vielen er in het stadion tijdens een wedstrijd tussen Amiens SC en Lille OSC 29 gewonden onder de toeschouwers, toen het hek van de tribune het begaf.